# Oakbrook Terrace
Oakbrook Terrace é uma cidade localizada no estado americano de Illinois, no Condado de DuPage.

## Demografia
Segundo o censo americano de 2000, a sua população era de 2300 habitantes.
Em 2006, foi estimada uma população de 2421, um aumento de 121 (5.3%).

## Geografia
De acordo com o United States Census Bureau tem uma área de
3,6 km², dos quais 3,6 km² cobertos por terra e 0,0 km² cobertos por água.

## Localidades na vizinhança
O diagrama seguinte representa as localidades num raio de 8 km ao redor de Oakbrook Terrace.